# Christoph Zipf
Christoph Zipf (* 5. Dezember 1962 in Frankfurt am Main) ist ein ehemaliger deutscher Tennisspieler.

## Leben
Er verbrachte mit Hans-Dieter Beutel mehrere Jahre im DTP-Leitungszentrum in Hannover und wurde dort auf die Nachfolge der damaligen deutschen Spitzenspieler Ulrich Pinner und Rolf Gehring trainiert. Mit 17 Jahren galt er als Nachwuchshoffnung des Deutschen Tennis-Bundes.
Er spielte einige Male im Nations Cup in Düsseldorf und für die deutsche Davis-Cup-Mannschaft, meist im Doppel. Er stand 1983 im Finale des Turniers von Tel Aviv, wo er dem Amerikaner Aaron Krickstein unterlag. Die erhofften Erfolge auf größeren Turnieren blieben in der Folge aus.
Zipf arbeitete nach seiner aktiven Karriere als Trainer für den Württembergischen Tennis-Bund und mehrere Vereinsmannschaften.

## Erfolge
| Legende                       |
| Grand Slam                    |
| Tennis Masters Cup            |
| ATP Masters Series            |
| ATP International Series Gold |
| ATP International Series      |
| ATP Challenger Series (2)     |

### Einzel

#### Finalteilnahmen
| Nr. | Datum            | Turnier  | Belag     | Finalgegner      | Ergebnis |
| --- | ---------------- | -------- | --------- | ---------------- | -------- |
| 1.  | 10. Oktober 1983 | Tel Aviv | Hartplatz | Aaron Krickstein | 6:7, 3:6 |

### Doppel

#### Turniersiege
| Nr. | Datum          | Turnier     | Belag | Partner            | Finalgegner                       | Ergebnis      |
| --- | -------------- | ----------- | ----- | ------------------ | --------------------------------- | ------------- |
| 1.  | 12. April 1982 | Barcelona   | Sand  | Sergio Casal       | Broderick Dyke Hans-Peter Kandler | 5:7, 6:1, 6:2 |
| 2.  | 9. Juli 1984   | Neunkirchen | Sand  | Hans-Dieter Beutel | Ulf Fischer Eric Jelen            | 7:6, 7:5      |

#### Finalteilnahmen
| Nr. | Datum            | Turnier | Belag         | Partner            | Finalgegner                      | Ergebnis      |
| --- | ---------------- | ------- | ------------- | ------------------ | -------------------------------- | ------------- |
| 1.  | 31. Oktober 1982 | Köln    | Hartplatz (i) | Hans-Dieter Beutel | José Luis Damiani Carlos Kirmayr | 2:6, 6:3, 5:7 |